# Звенигородский, Андрей Дмитриевич
Князь Андрей Дмитриевич Звенигородский — голова, наместник, воевода и дипломат во времена правления Ивана IV Васильевича Грозного и Фёдора Ивановича.
Сын князя Дмитрия Михайловича Звенигородского. Рюрикович в XXI колене, из рода князей Звенигородских. Имел братьев: князей Александра, Михаила, Ивана, Никиту и Михаила Дмитриевичей.

## Биография
Голова в Серпухове в полку боярина Ивана Васильевича Шереметева (1575), полковой голова в Смоленске (1581). Воевода в Брянске, Торопце (1582). Участвовал в посольстве к Смоленску для размена пленных и назван по этому случаю «наместником арзамасским» (1583).
По «черниговским и по путивльским вестям», государь послал в Чернигов воевод князя Ивана Самсоновича Туренина и князя Звенигородского, да голову Степана Фендрикова Благово (конец 1584). В городе велено быть: князю Туренину и Писемскому, а в остроге: князю Звенигородскому и Благово. Такое распределение осталось в силе (1585). Один из воевод годовавших в Смоленске в крепости (1586—1587). Воевода в Болхове (осень 1588). Послан основать новую крепость на месте древнего и запустевшего Ельца (1591). Первый воевода в Мценске (1593).
В царствование Фёдора Ивановича, отправлен (30 мая 1594) послом в Персию к шаху Аббасу. Эта командировка является выдающимся событием в дипломатической деятельности князя Звенигородского и вместе с тем выясняет весьма важные тогдашние отношения Московского государства к Персии, Турции и Грузии. Когда именно князь Звенигородский возвратился в Москву неизвестно; известно только, что почти полтора года спустя после выезда из Москвы, он не прибыл ещё в Казань, на обратном пути (октябрь 1595).
В посольстве состояли: татарский переводчик Степан Полуханов (входивший ранее в Русское посольство Биркина и Пивова в Кахетию (1587—1588)), подьячий Дружина Кузьмин, толмач Айдор Павлов, посол шаха Аббаса при Московском царском дворе Ази-Хосров и кизильбашский кречетник Булат-бек. По государеву указу от Казани до Астрахани всех их должны были провожать сто стрельцов с сотником, а от Астрахани в Персию тридцать «лучших». От царя, шаху посланы две грамоты: одна в ответ на грамоту шаха, присланную с послом Ази-Хосровом, а другая о гонце его Искиндере. От Бориса же Годунова три грамоты: шаху, ближнему его человеку Фергат-хану и гилянскому Мегди-Гулы-хану. Начало царской грамоты писано, по новому государеву указу, «с прибавкою», вследствие того, что шах писал к нему «со многою похвалою и высокословно». Целью посольства было: сообщить шаху, что, согласно его просьбе, переданной (1590) его послами Бутак-беком и Анди-беком, царь, по докладу своего шурина, боярина Бориса Фёдоровича Годунова, готов быть с шахом «в дружбе и в любви мимо всех великих государей», и, как сказано в царской грамоте, «дорогу твоим людем в наши государства послы своими и посланники отворяем, и торговым людем ходити поволили безо всякого задержания». Борис Годунов дал наказ, как он должен был править от него шаху поклон, явить «поминки» и подать грамоты; что касается гилянского Мегди-Гулы-хана и ближнего шахова человека Фергат-хана, то им, по наказу, грамоты и поминки должен был передать не князь Звенигородский, а переводчик Полуханов.
Пользуясь «Статейньм списком», можно рассказать о пребывании посольства в Персии и о тех беседах, которые вёл с шах Аббас. Посольство прибыло к Гилянской пристани (22 сентября) и дали знать о своем приезде пушечной стрельбой, вследствие чего за ним и за посольскими государевыми людьми были присланы из Гиляни «сандалы», на которых они, пересев из бусы, приехали в тот же вечер к пристани. Посол шаха Ази-Хосров и кречетник Булат-бек приехали в Гилянь на неделю позже, потому что, несмотря на уговоры, сели в Астрахани на другую бусу, и на море ветром их разнесло: «погодье было встречное великое».
Лишь через полтора месяца после прибытия в Гилянь, князь Звенигородский получил разрешение переехать в Кашан для представления шаху. Причинами такого промедления были сначала ожидание приезда в Гилянь Ази-Хосрова, а затем выяснение разных недоразумений, как например требование пристава Амиркуни-князя, чтобы дозволили приказным гилянским людям осмотреть привезенные им от царя и от Годунова «поминки», а также и его «собственную рухлядь». Князь Звенигородский заявил, что послам, посланникам и гонцам шаха Аббаса «в государя нашего государстве повольность и честь бывает великая, и рухляди их сильно не емлют и не переписывают, и такова бесчестья над ними не живет». Князь Звенигородский предупреждал, что если будет сделан осмотр, то и в Московском государстве так же поступят с послами шаха «и тем бы непригожим делом меж государей доброму делу поруха не учинилася».
Близ Кашана, князь Звенигородский был встречен (03 ноября 1594), по приказанию шаха, Шигамет-Агой и Ази-Хосровом, которых сопровождало пятьдесят всадников. Под самым Кашаном посольство встретили приблизительно тысяча пеших кашанских жителей. В Кашане им были отведены хоромы вблизи шахова дворца, откуда принесли и ковры для украшения жилища. Шигамет-ага с товарищами заявили, что шах распорядился выслать под него и под бывших с ним посольских людей нарядных лошадей из собственной конюший, с драгоценными седлами, но посланные поехали, по-видимому, другой дорогой, вследствие чего и не поспели к нему навстречу. Узнав об этом, шах прислал Ази-Хосрова сказать, что если он принял это «за досаду», то шах велит в его присутствии казнить Шигамет-агу. Князь Звенигородский просил передать шаху, что он бьет ему челом на таком жалованье и просит не класть своей опалы на Шигамета.
Ази-Хосров явился к князю Звенигородскому и сказал (05 ноября 1594), что шах велел ему быть у себя на посольстве, на потешном дворе на майдане, в присутствии «турских и бухарских купцов и иных земель многих людей»; тут же должны были подноситься государевы поминки, как привезенные князем Звенигородским, так и присланные с Ази-Хосровом. Шах желал, чтобы «шаховы окольные недруги, турской и бухарской, пострашилися, что с ним такой великий государь ссылаетца». Князь Звенигородский сильно воспротивился выполнению этого намерения шаха и настаивал, чтобы Аббас принял его на своем дворе, не в присутствии недругов шаха и царя Фёдора Ивановича и чтобы «государевы поминки» не несли вместе с той рухлядью, какая прислана с Ази-Хосровом. В тот же день князь Звенигородский был на приеме у шаха, который согласился заменить персидские порядки московскими и дозволил «быть у себя у руки», а не у ноги, как это было в обычае при его дворе. Князь Звенигородский правил посольство по государеву наказу, поклон правил и грамоту подал, и поминки по росписи явил, сначала от царя Фёдора Ивановича, а затем от Бориса Годунова.
На следующий день шах позвал князя Звенигородского к себе «на потеху». Для него устраивались в садах гулянья с музыкой и плясками и воинские игры, в которых принимал участие и сам шах: он прекрасно ездил на резвом аргамаке и занимался стрельбой в цель из лука. По вечерам на стенах потешного двора зажигались свечи и «камышины с зельем с пищальным и с нефтью и с серою»; посреди двора зажигали «в трубах медяных пищальное зелье». Шах Аббас хвалился своими палатами с проведенной в них водой, говоря: «ни при деде моем, ни при отце, не было таких построек; все это устроено мною с тех пор, как я царствую». Показывал шах и торговые ряды при вечернем освещении; очевидно, что убранство лавок произвело на князя Звенигородского впечатление чего-то нарядного, богатого и праздничного. «А в рядех у всех лавок» — читаем в «Статейном списке» — «стены и подволоки обиты камками и дорогами, и киндяками, и выбойками, а товары всякие во всех лавках развешаны по стенам и по полицам раскладены, и свечи и чираки многие зажжены во всех лавках и ставлены у товаров». Из сокровищ шаха особенно понравились: жёлтый яхонт, весом в 100 золотников (оказалось, что шах предназначил его в подарок русскому царю), седло Тамерлана, украшенное драгоценными каменьями, яхонтами, лалами и бирюзой, шлемы и латы персидской работы и булатные мечи, привезенные из Индии.
Шах не высылал своих ближних людей «в ответ» к князю Звенигородскому, а разговаривал с ним обо всех делах сам, при помощи толмача. Шах расспрашивал об отношениях царя Фёдора Ивановича к Турции, Крыму, цесарю Римскому (то есть немецкому императору Рудольфу), к королю литовскому, кахетинскому царю Александру, дагестанскому владетелю Шевкалу, к Ногайской Орде и к бухарскому хану и получал ответы согласно государеву наказу.
Князю А. Звенигородскому также было поручено похлопотать об отпуске шахом в Московское государство грузинского царевича Константина, сына царя Александра. Шах соглашался на исполнение этой просьбы в том случае, если сам царевич Константин пожелает покинуть Персию. Князю Звенигородскому дозволено было видеть царевича и лично с ним переговорить; царевич, перешедший в мусульманство и женатый на персиянке, уклонился, однако, от свидания с князем Звенигородским и предпочёл остаться в Персии.
Кроме отношений Московского царя к разным иноземным государям, шах Аббас расспрашивал князя Звенигородского: 1) «какие роды в Московском государстве самые большие», то есть важные, 2) про Сибирскую землю, З) про величину пушек, 4) где водятся кречеты и как их ловят, 5) дешев ли жемчуг и откуда его получают и т. п. По словам князя Звенигородского, наибольшим почетом пользуется царский шурин, Борис Фёдорович Годунов: «Всякой царь и царевич и королевич и государские дети любви и печалованья просят у Бориса Федоровича»… и он «по их челобитью у великого государя нашего об них печалуется и промышляет ими всеми». Про Сибирскую землю сказал, что она очень велика, что в ней было прежде до двухсот городов, да в последнее время построены церкви и поставлено больше двадцати городов; что принимаются меры к заселению Сибири. Относительно пушек, которых имеется изрядное количество выразился так: «а ядра у них живут мало не в стояча человека ядро. И коли великий государь наш посылает под городы воевод своих, и тогды под большими пушками живет по три тысячи человек и больше».
Шах оказывал князю Звенигородскому особое внимание, например, однажды вечером на потешном дворе посадил его рядом с собой и, указывая на индийского посла, сидевшего ниже князя Звенигородского, сказал: «Государь его Джелдадин-Айбер владеет странами неизмеримыми, едва ли не двумя третями населенного мира, но я уважаю твоего царя еще более, вследствие чего и тебе оказывается честь!». Незадолго до отпуска князя Звенигородского из Кашана, шах ездил на охоту в Казбин; на обратном пути шах заехал в гости к князю Звенигородскому, в сопровождении юргенского царя Курума, Фергат-хана и ближних людей. Князь Звенигородский угощал их вином и медом и ударил челом шаху — поднёс ему шапку из черно-бурой лисицы; такую же шапку подарил он и Фергат-хану. Шах неоднократно жаловал князю Звенигородскому дорогие одежды, а на другой день после посещения его пожаловал ему не только «кафтан камчат золотной» и верхнюю одежду, крытую золотным бархатом, кинжал и саблю, но и сердолик, отделанный золотом, и образ Пречистой Богородицы, писанный на золоте в Персии с фряжской иконы, которая была прислана шаху из Ормуса.
Князь Звенигородский обратился с просьбой об отъезде из Персии (09 марта 1595), но шах ответил, что отпустит его, когда настанет время. Ровно через месяц последовал отпуск, на прощанье он получил от шаха в подарок аргамака с седлом и с уздою. Одновременно с князем Звенигородским шах распорядился отправить посольство к царю Фёдору Ивановичу; послом своим он назначил Пакизе Имам-кулы и велел князю Звенигородскому ехать в Гилянь, не дожидаясь его. Князь Звенигородский выехал из Гиляни (09 мая 1595) и лишь (06 августа 1595) прибыл в Астрахань, где прожил почти месяц, намереваясь продолжать путь с кизильбашским послом. Так как последний не появился, то (01 сентября 1595) князь Звенигородский один отправился из Астрахани. Как видно из сохранившейся части «Статейного списка», посольство собрало много ценных сведений об отношениях шаха Аббаса к Турции, Бухаре и т. д. Получил ли князь Звенигородский царскую награду за свое посольство — неизвестно.
Посольство князя Звенигородского в Персию следует признать удачным, так как выяснились взгляды шаха Аббаса на отношения его к Московскому государству и можно было ожидать, что, овладев Хорасаном и Ширванской областью, шах будет содействовать вытеснению турок из Прикаспийского края. Московское правительство желало получить Грузию, и шах соглашался уступить её, но предупреждал относительно лукавства грузинского царя Александра, который льстит Московскому государю и в то же время платит дань турецкому султану. Через посредство Московского правительства шах Аббас готов был вступить в сношения с немецким императором Рудольфом. Одним словом, как сам шах сказал князю Звенигородскому, он желал быть с царем Фёдором Ивановичем «в крепкой дружбе, в братстве и в любви, и в ссылке навеки неподвижно».
Второй воевода Передового полка в войсках стоявших на Дедилове (1597).
Имел сыновей: князей Фёдора и Юрия Андреевичей.